# Les Yeux clos (Redon)
Pour les articles homonymes, voir Les Yeux clos.
Les Yeux clos est un tableau réalisé par Odilon Redon en 1890 et conservé actuellement au Musée d'Orsay à Paris. Amorçant un tournant dans l’œuvre de Redon car étant sa première transposition colorée de ses travaux au fusain, Les Yeux clos est également l'icône et le manifeste du symbolisme en peinture. À rebours des impressionnistes qui fuient les ateliers pour capter le visible, Redon interprète le monde extérieur et propose une œuvre subjective et contemplative d'une grande force.
Les Yeux clos est la première œuvre de Redon entrée dans les collections nationales. Elle est choisie en 1904 dans l'atelier de l'artiste par Léonce Bénédite, directeur du musée du Luxembourg.

## Le tableau
Redon offre au spectateur un buste au visage blême, les paupières baissées du sommeil ou bien de la mort, la bouche mutique. Ces éléments évoquent le rêve, le voyage intérieur, la méditation, l'absence ou l'apparition qui sont des thèmes centraux dans l’œuvre du peintre comme il l'explique dans À soi-même, son journal intime publié en 1922. La peinture, extrêmement diluée, rend le portrait presque immatériel. La femme, qui est sans doute Camille Falte, l'épouse de Redon, semble flotter dans un espace vaporeux et onirique volontairement indéfini.
Le visage rappelle les bustes de la Renaissance italienne du XVe siècle et notamment les marbres de Francesco Laurana. Il est également envisageable qu'il ait été influencé par L'esclave Mourant de Michel-Ange. Exposé au Louvre, ce buste avait bouleversé Redon par le charme étrange de ses "yeux clos".

## Contexte
Cette peinture fait suite à la naissance du dernier fils de Redon. Elle arrive aussi après une série de décès dans son entourage. Successivement, sa sœur, son frère, un fils mort-né et deux de ses amis trouvent la mort. Les Yeux clos est alors une respiration dans la vie de l'artiste, une pause, une réflexion avant une nouvelle étape.
La peinture laisse aussi entrevoir un changement dans l'humeur de Redon, changement qu'il avouera dans son journal A soi-même. Il y écrit en 1913 que jusqu'ici il avait souffert d'un tempérament mélancolique et morose mais qu'il avait réussi à déceler les joies de la vie en ouvrant plus grandement les yeux sur les choses qui l'entouraient. Si le tableau paraît encore teinté d'une touche de mélancolie, elle est estompée par l'impression de calme et de sérénité que dégage le buste.
À noter que ce tableau a inspiré le compositeur japonais Tōru Takemitsu pour une œuvre orchestrale intitulée Visions (1989) dont les deux parties s'intitulent Mystère (autre titre d'une lithographie de Odilon Redon) et Les Yeux clos.